# لوريانا سيلينتو
لوريانا سيلينتو هي كومونا تقع في مقاطعة ساليرنو في منطقة كامبانيا جنوب غرب إيطاليا.

## جغرافيا
كما تحدها بلديات أجروبولي و كاستالابات و ولوسترا و بيرديفومو و تورتشرا. تقسيماتها الفرعية هي قرى آرتشي و كاساللو و ماتونتي و سان مارتينو و سان كونو و سبينلي و فيترالي.